# Kynodontas
Kynodontas (no Brasil, Dente Canino e em Portugal, Canino) é um filme de drama grego de 2009 dirigido e escrito por Yorgos Lanthimos e Efthymis Filippou. Protagonizado por Christos Stergioglou, teve sua primeira aparição no Festival de Cannes em 18 de maio de 2009, quando foi condecorado pelo un certain regard. Foi também indicado ao Oscar de melhor filme estrangeiro na edição de 2010, representando a Grécia.

## Elenco
- Christos Stergioglou - pai
- Michelle Valley - mãe
- Angeliki Papoulia - filha mais velha
- Mary Tsoni - filha caçula
- Christos Passalis - filho
- Anna Kalaitzidou - Christina